# Sojuz 7K-L1E

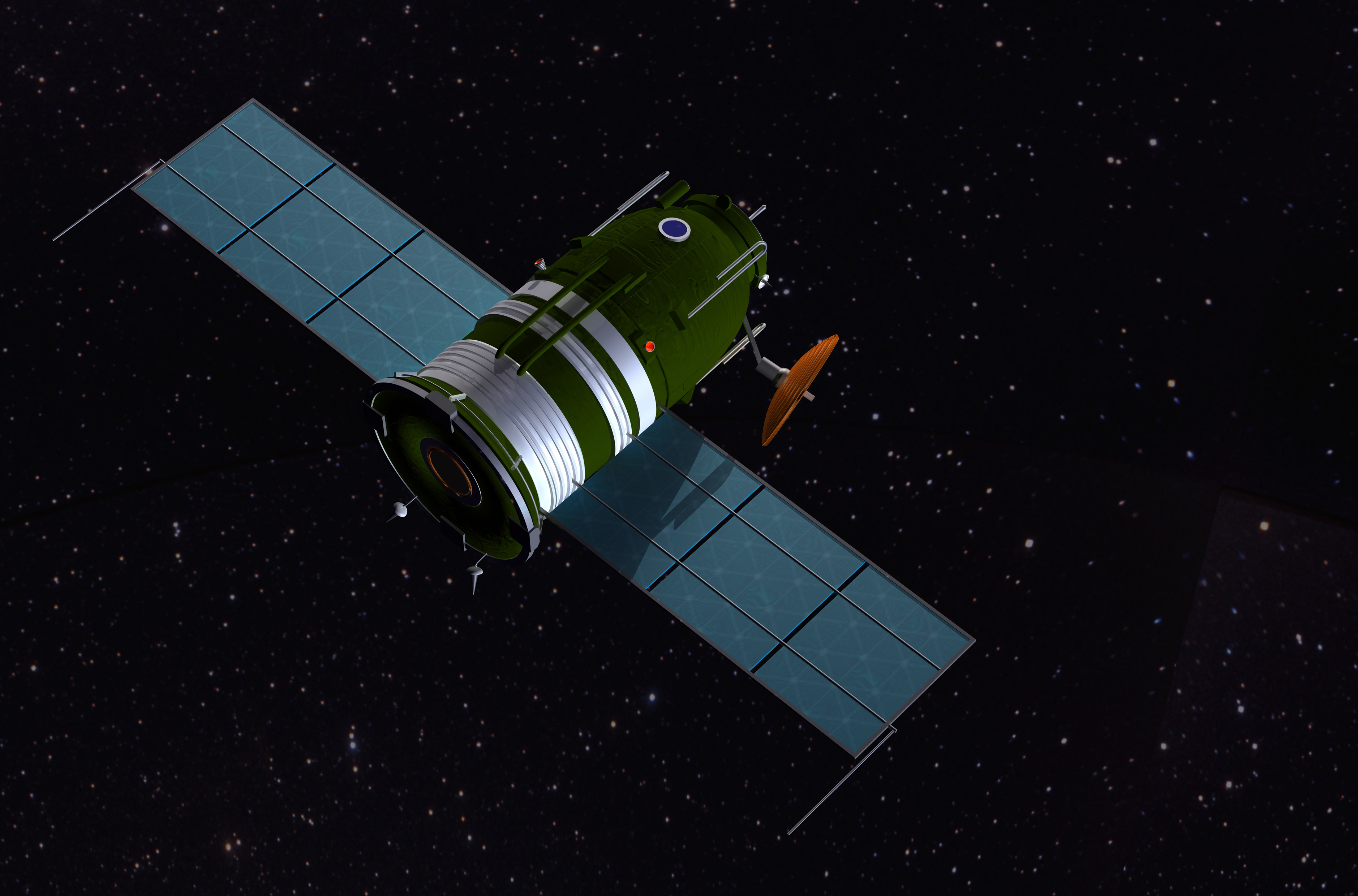
Interpretazione artistica della Soyuz 7K-L1 in rotta verso la Luna

Sojuz 7K-L1E era un veicolo spaziale Sojuz 7K-L1 sovietico modificato senza equipaggio. Ne furono costruite due, una Sojuz 7K-L1E fu lanciata con successo nell'orbita terrestre bassa sul razzo Proton ed è noto come Kosmos 382. L'altra Sojuz 7K-L1E fu posta su un razzo N1, che fallì al lancio. Il veicolo spaziale Sojuz fu usato per la prima volta nel 1967 come veicolo spaziale con equipaggio ed è ancora in uso. Molte varianti di Sojuz sono state costruite e la Sojuz 7K-L1E era una variante senza equipaggio.

## Sojuz 7K-L1E No.1
Sojuz 7K-L1E n. 1 è stato lanciato il 26 giugno 1971 alle 23:15:08 (23:15 ora di Mosca) dal cosmodromo di Bajkonur sito 110/37. La navicella spaziale è stata costruita per testare lo stadio Blok D e il razzo N-1. Questo è stato il terzo lancio di N-1. I precedenti due lanci N-1 erano falliti. Il razzo N-I era un veicolo di lancio di tipo super pesante progettato come controparte del missile americano Saturno V. Il lancio non fu un successo, inoltre la Sojuz 7K-L1E non aveva un sistema di fuga ed è andata persa. Se la missione fosse riuscita, lo stadio superiore avrebbe dovuto simulare le manovre simulando che sarebbero state usate in una missione lunare. Lo stadio Block D avrebbe dovuto portare il lander lunare LK vicino alla superficie della luna.

## Sojuz 7K-L1E No.2
Sojuz 7K-L1E n. 2 era un Sojuz 7K-L1 senza equipaggio, venne lanciata su un Proton il 2 dicembre 1970. Questo volo ebbe successo e fu quindi designato "Cosmos 382" - "Kosmos 382". Kosmos è il titolo dato dai satelliti sovietici dal 1962. Kosmos-382 condusse esperimenti e simulò un inserimento nell'orbita lunare, per le successive missioni lunari sovietiche.